# Spice rub

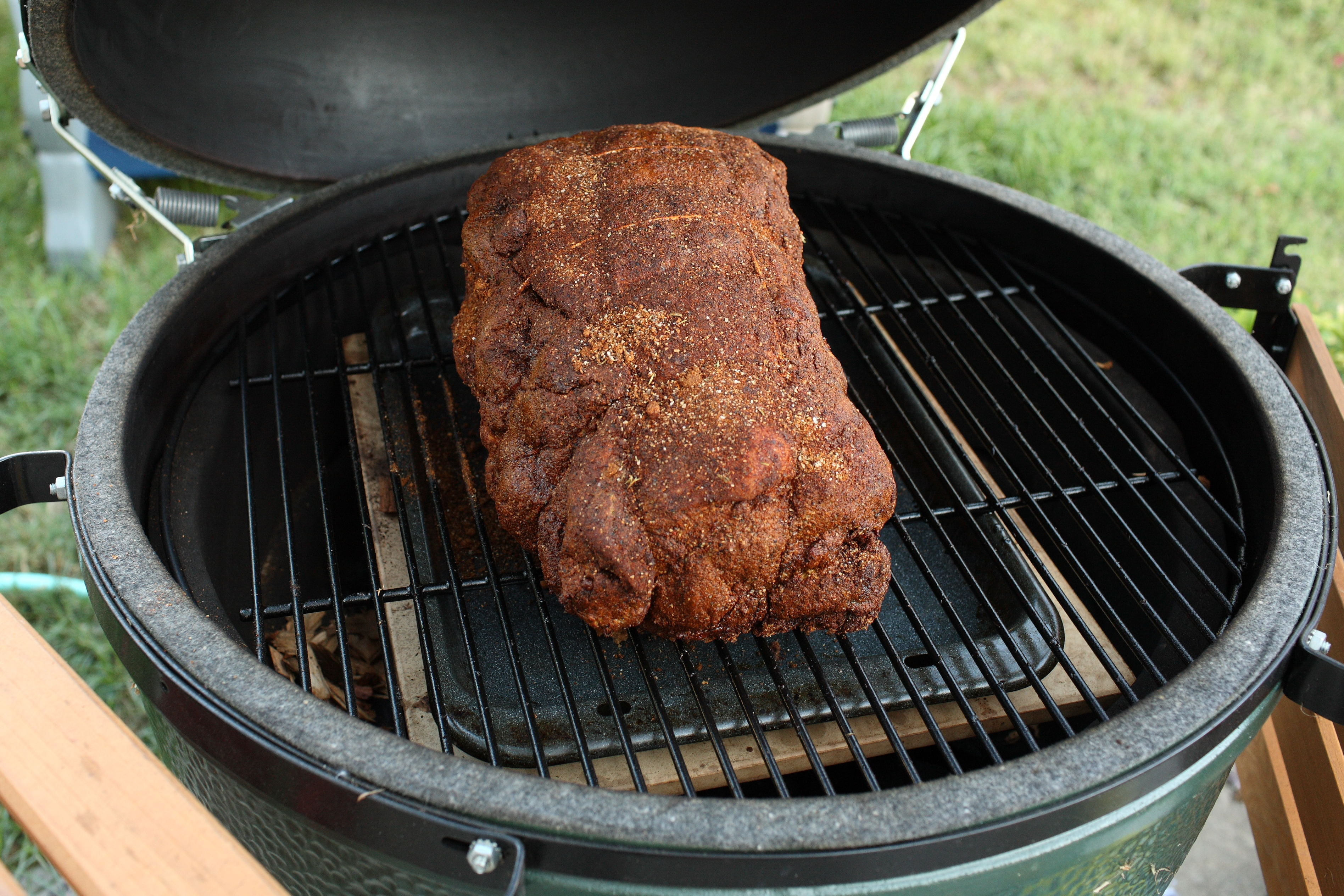
Un Boston butt cubierto de spice rub antes de asarlo.

Se llama spice rub (literalmente en inglés ‘frotado de especias’) a cualquier mezcla de especias molidas, normalmente gruesas, preparada para ser frotada sobre la comida cruda antes de cocinarla, de forma que forme una capa sobre la misma. La comida puede condimentarse con el spice rub un tiempo para que los sabores pasen a ella, o puede cocinarse inmediatamente después de aplicarse. Además de especias, el rub puede incluir sal y azúcar, esta última para que se caramelice. Los spice rubs puede incluir también otros ingredientes como hierbas aromáticas, ajo machacado o aceite. El spice rub más simple es la pimienta negra molida gruesa, como la que usa en steak au poivre.

## Recetas
Los spice rubs se usan principalmente para preparar carnes o pescados. Hay muchas recetas diferentes de rubs, estado la mayoría de ellas dirigidas a un tipo específico de comida. La combinación de especias que se considera idónea para un rub destinado a un tipo concreto de comida cambia según la región y la cultura. Tras cocinar el alimento, pueden dejarse o retirarse parcialmente.
Las recetas con rubs se preparan casi siempre usando métodos de calor seco, en los que casi nunca se emplea agua. El método más popular es asar a la parrilla y hornear. También se emplea el salteado, especialmente cuando el spice rub incluye harina o pan rallado.